# Het Nieuwsblad
Het Nieuwsblad è un quotidiano belga di lingua olandese, pubblicato per la prima volta nel 1932. Fa parte del gruppo stampa Corelio (che comprende anche De Standaard e Het Volk).
Dal 2003 appare anche la domenica sotto il nome di Het Nieuwsblad op Zondag.
Nel 2009, la famosa gara ciclistica del circuito Het Volk divenne Omloop Het Nieuwsblad, a causa della fusione tra il quotidiano Het Volk e Het Nieuwsblad.